# Comme elles
Comme elles (あのコと一緒, Anoko to Isho) est un manga écrit et dessiné par Sakura Fujisue. Il est prépublié dans le magazine Cookie publié par Shueisha. Il raconte l'histoire de deux jeunes filles, l'une méfiante et prévenante : Kanori Sakashita. L'autre naïve et lunatique : Kazumi Sakagami. Confrontées aux problèmes de la vie, de l'amour et de l'amitié et n'ayant pas encore refermer les blessures du passé, elles vont pleinement subir les conséquences de leurs actes et découvrir que certains de leurs gestes ont un impact prépondérant sur certains évènements. Ce manga est encré dans la société d'aujourd'hui et traite de ses problèmes.

## Synopsis

### Volume 1
La première, est une jeune fille bien, mais rendue méfiante par la trahison de son ancienne meilleure amie. La seconde, plus extravertie, se lie facilement avec ses camarades de classe. Aussi aborde-t-elle sans complexe Kanori, en ce jour de rentrée au lycée. Les deux adolescentes sympathisent aussitôt, et acceptent de participer à une soirée de rencontre filles/garçons organisée par une de leurs connaissances. Kanori y croise le sympathique Kôta, mais la jeune fille reste sur ses gardes. Kazumi, en revanche, cède très vite aux avances de Ena. Les relations amoureuses des deux lycéennes ne vont par tarder à influencer leur amitié... d’abord pour le pire.

### Volume 2
Jadis très proches, les deux lycéennes préfèrent s’ignorer mutuellement depuis leur dispute au sujet de leurs petits amis respectifs. Néanmoins, Kazumi souffre du silence de Kanori. Toujours éprise d’Ena, qui la trompe sans vergogne, elle se retrouve un jour seule chez un des amis de celui-ci... De son côté, Kanori file le parfait amour avec Kôta, ignorant tout des épreuves que traversent son ancienne amie. Pourtant, une infime partie d’elle est encore attachée à Kazumi.

### Volume 3
Kazumi, afin de faire plaisir à Ena, décide de prendre la pilule - un acte peu courant au Japon pour une adolescente. Mais sortant de chez le gynécologue, elle surprend Ena avec une autre fille ! Décidée à parler à son petit ami, elle ne parvient cependant pas à le joindre... Pendant ce temps, Kanori, alertée par une amie de Kôta, commence à se faire du souci pour son ancienne amie...

### Volume 4
Une fois encore, Kazumi refuse de suivre les conseils de Kanori au sujet d’Ena. Désemparée, Kanori tente de se confier à Kôta, mais leur rendez-vous tourne à la réunion de famille improvisée. De retour chez elle, la jeune fille surprend ses parents en pleine dispute...

### Volume 5
Pour la première fois, Kanori est déçue par Kôta et un malaise s’installe entre les amoureux. Kazumi, elle, tente d’oublier l’agression dont elle a été victime et de la dissimuler à Ena. La solitude s’empare des deux jeunes filles, toujours liées par une relation complexe et tumultueuse.

### Documentation
- Lucile Fontaine, « Comme elles », dans Manga 10 000 Images no 3, Versailles : Éditions H, septembre 2010, p. 186-188.